# 今金男しゃく
今金男しゃく（いまかねだんしゃく）は、北海道今金町およびせたな町で生産されるジャガイモ（男爵イモ）。および、今金町の地域団体商標。
2019年9月に地理的表示(GI)として登録された。男爵イモとしては唯一の地理的表示登録である（2022年時点）。

## 概要
今金町は、昼夜の寒暖差が大きく、ジャガイモの生育に適した土地である。恵まれた気候条件と、それを活かす生産者の努力により、今金男しゃくはデンプン質を多く含み（男爵イモの品種平均より1割ほど多い）、甘くてホクホクしたジャガイモに育つ。外観についても皮が白く、色目も美しく、さらには品質にばらつきが少なく、形状や外観が良いため、皮むきを行った際の歩留まりも高い。
今金男しゃくの味の評価は高く、東京の市場では40年以上に渡り、最高ランクの価格で取引されている（他産地の男爵イモの品種に比べて2割以上の高値で取引されている）。また、日本全国のジャガイモの生産量の中で今金男しゃくの生産量は0.3パーセントであることと合わせて「幻のジャガイモ」とも評される。

## 歴史
1891年（明治24年）に今金町でジャガイモの作付けが始まる。
1953年（昭和28年）、男爵イモが北海道における優秀品種に選定された事を契機として、今金町では作付けするジャガイモを男爵イモに統一した。
均一な品質のものが出荷可能となった事で、1955年（昭和30年）より「今金男しゃく」の名前での出荷を開始する。
2005年（平成17年）に今金男しゃくのロゴ商標が登録される（登録第4897386号、申請は2003年）。
2018年（平成30年）3月に地域団体商標に登録される。
2019年9月に地理的表示として登録される（申請は2018年5月）。
2020年令和2年4月には今金町の全額補助によってリアルタイムキネマティックGPS(RTK) 基地局を設置し、運用を開始している。これにより、スマート農業を推し進め、今金男しゃくの作付けの省力化を図り、生産者の高齢化対策とする。2021年度からはRTK基地局を活用するための農作業機器の導入に対し、今金町から5割程度を補助する事業も実施されている。

## 生産の取り組み
今金男しゃくのデンプン質の含有比率が高いのは、気候による点もあるが、以下のような生産の工夫も行われている。
- 収穫前に土壌検査を実施し、土壌に合わせた肥料構成を行う。
- 収穫適期から1週間ほど収穫を待つ。

デンプンの含有率の厳格な管理といった生産行程管理は、GIにも関係している。

## 今金男しゃくオーナー制度
今金男しゃくは生産量の9割以上が東京など関東地方へ出荷されており、北海道民には認知度が低く、実際に食べられる機会も少なかった。
GI登録を機会に今金町からの情報発信と地産地消の促進を目的として、2021年6月に「今金男しゃく道民サポーターズクラブ」が設立され、同年7月には道民限定でオーナー制度が開始された。オーナー制度は一口につき今金男しゃく3キログラムの他、今金男しゃくを用いたJA今金町オリジナルの黒毛和牛カレー4個などの加工品詰合せが11月頃に送付されてくる。

## ポテトチップス今金男しゃく
湖池屋では2015年から、その年の秋に収穫された今金男しゃくの新ジャガのみを使用したポテトチップス「ポテトチップス今金男しゃく」（うすしお味、のり塩）を製造、販売している。このポテトチップス今金男しゃくは非常に人気が高く、毎年9月に湖池屋のインターネットショップと今金町のスーパーマーケットで予約販売が行われるが、10月には完売する。2019年に外崎秀人今金町町長（当時）が鈴木直道北海道知事（当時）へGI登録報告をするために訪問した際にポテトチップス今金男しゃくを手土産としたが、鈴木の感想「新聞とテレビで見たが、実物は初めて」に外崎は自虐ネタで「（産地の）町長でも3枚しか食べていない」と返している。
上述の今金男しゃくオーナー制度でも、ポテトチップス今金男しゃくが一口あたり2個、送られてくる。